# La piovra 10
La piovra 10 è una miniserie televisiva italiana, decima ed ultima stagione dell'omonima saga.
Miniserie composta da due puntate per la regia di Luigi Perelli, è andata in onda la prima volta in Italia il 10 e 17 gennaio 2001 su Rai 2.
Tra gli interpreti Patricia Millardet, Remo Girone, Elena Arvigo, Rolf Hoppe e Francesco Siciliano.
Dopo la parentesi "storica" dell'ottava e della nona miniserie, in quest'ultimo capitolo si ritorna in epoca contemporanea ed ai precedenti protagonisti; lo scenario introdotto è una chiave di lettura della mafia attuale.

## Trama
Il professor Ottavio Ramonte, il leader dell'associazione occulta Extrema Thule, dopo essere stato condannato in primo grado, a conclusione delle indagini del giudice Silvia Conti (che ora si è sposata ed ha abbandonato la lotta alla criminalità organizzata ed è passata ad occuparsi di diritto civile), viene assolto in appello difeso dall'avvocato Lo Capo. Così lancia un progetto per riprendersi il potere perduto.
Nell'associazione, però, uno dei componenti, il dott. Paolo Tripoli, si ribella alla sua ambizione, e Ramonte decide di sbarazzarsene, facendolo uccidere da sicari che inscenano un finto incidente stradale, con relativa fuga dei pirati della strada. Ma l'omicidio avviene sotto gli occhi di una testimone, Giulia Mercuri, la figlia del senatore Aldo Mercuri, anch'egli componente della setta criminale. La ragazza vuole rivelare quello che ha visto e cerca di mettersi in contatto con il giudice Conti, ma non fa in tempo. Viene rapita infatti dagli uomini di Tano Cariddi, che si è ritirato in un rifugio alle falde dell'Etna, ma che intende ancora dare la scalata al potere. Per questo sembra aver stretto una collaborazione con il professor Ramonte, del quale però non condivide strategie e metodi. Ed infatti lo uccide lentamente, facendogli somministrare quotidianamente piccole dosi di arsenico.
Dopo il sequestro di Giulia, nella quale rivede attraverso i suoi occhi la moglie Ester che uccise anni prima, e la morte di Ramonte, Tano convoca gli uomini della Extrema Thule Nostra Salus per spiegare quali strategie intende adottare per ritornare alla conquista del potere, affossando per sempre i metodi violenti e sanguinari, da lui ritenuti controproducenti ed ormai superati, di Cosa Nostra.
Infine Tano, incastrato dalle indagini di Silvia Conti e braccato dalle forze dell'ordine, arriva sul cratere principale dell'Etna e vi si getta dentro, tra le fiamme della lava del vulcano, morendo e portandosi dietro una scatola piena di floppy contenenti tutti i segreti e le nefandezze nascoste degli uomini di potere italiani dagli anni sessanta in poi, affidatigli in custodia a suo tempo dal professor Ramonte.

## Riprese
Le riprese esterne (e molte di quelle interne) sono state effettuate nel centro storico di Catania. Alcuni esterni sono stati girati a Paternò, Aci Castello, Caltagirone e Mazzarino.